# Ober-Klein-Gumpen

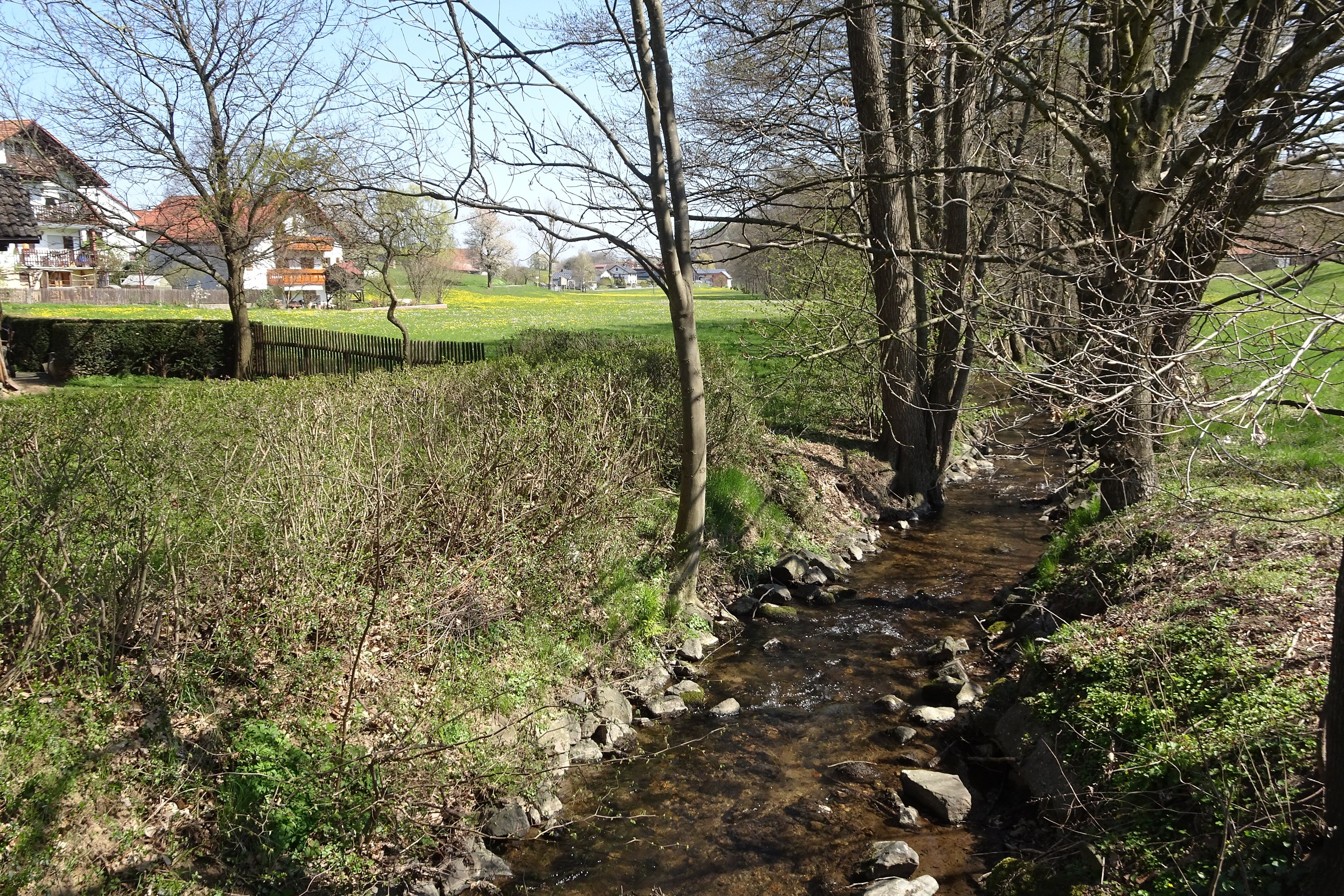
Am Mergbach bei Ober-Klein-Gumpen (2021)

Ober-Klein-Gumpen ist ein Dorf mit eigener Gemarkung im Odenwald und bildet zusammen mit Groß-Gumpen den Ortsteil und Ortsbezirk Gumpen der südhessischen Gemeinde Reichelsheim (Odenwald).

## Geographische Lage
Ober-Klein-Gumpen liegt südwestlich des Hauptortes Reichelsheim im Vorderen Odenwald und hat sich aus sieben bis acht verstreut liegenden Dreiseithöfen und Vierseithöfen entwickelt, die sich entlang der linken West- und Nordseite des Mergbachs, einem Quellbach der Gersprenz, von Klein-Gumpen bis Winterkasten verteilen, wo der als Einzelgehöft entstandene Weiler Gesäß den Abschluss bildet. Zwischen den Höfen ist einige Wohnbebauung entstanden. Die Gemarkungsfläche beträgt 178 Hektar (1961), davon sind 49 Hektar bewaldet. Der höchste Punkt der Gemarkung liegt am Westrand in der Nähe der Bismarckwarte von Lindenfels bei Litzelröder und erreicht etwa 450 Meter. Auf der anderen Seite des Mergbachs liegt Groß-Gumpen und ist am oberen Ortsende über eine Brücke erreichbar. Klein-Gumpen schließt sich bachabwärts von Ober-Klein-Gumpen als Nachbardorf an und teilt mit diesem auf der Gemarkungsgrenze einen neu angelegten Friedhof.

## Geschichte
Ober-Klein-Gumpen wurde 1827 als eigenständige Gemeinde durch Ausgliederung aus der Gemeinde Klein-Gumpen geschaffen.
Die Gemeinden Ober-Klein-Gumpen und Groß-Gumpen fusionierten im Jahr 1968 zur Gemeinde Gumpen. Damals hatte der Teilort 76 Einwohner. Vier Jahre später und im Zuge der Gebietsreform in Hessen ließ sich Ende 1971 die neu geschaffene Gemeinde Gumpen freiwillig in die Gemeinde Reichelsheim eingliedern. Seitdem bilden Ober-Klein-Gumpen und Groß-Gumpen einen gemeinsamen Ortsbezirk mit Ortsbeirat und Ortsvorsteher nach der Hessischen Gemeindeordnung.
Einwohnerentwicklung
- 1961: 74 evangelische (= 92,24 %), 7 katholische (= 8,65 %) Einwohner[1]

| Ober-Klein-Gumpen: Einwohnerzahlen von 1834 bis 1970 | Ober-Klein-Gumpen: Einwohnerzahlen von 1834 bis 1970 | Ober-Klein-Gumpen: Einwohnerzahlen von 1834 bis 1970 | Ober-Klein-Gumpen: Einwohnerzahlen von 1834 bis 1970 | Ober-Klein-Gumpen: Einwohnerzahlen von 1834 bis 1970 |
| --- | ---------------------------------------------------- | ---------------------------------------------------- | ---------------------------------------------------- | ---------------------------------------------------- |
| Jahr |                                                      |                                                      |                                                      | Einwohner                                            |
| 1834 | 1834                                                 |                                                      | 93                                                   | 93                                                   |
| 1840 | 1840                                                 |                                                      | 100                                                  | 100                                                  |
| 1846 | 1846                                                 |                                                      | 100                                                  | 100                                                  |
| 1852 | 1852                                                 |                                                      | 99                                                   | 99                                                   |
| 1858 | 1858                                                 |                                                      | 106                                                  | 106                                                  |
| 1864 | 1864                                                 |                                                      | 113                                                  | 113                                                  |
| 1871 | 1871                                                 |                                                      | 97                                                   | 97                                                   |
| 1875 | 1875                                                 |                                                      | 89                                                   | 89                                                   |
| 1885 | 1885                                                 |                                                      | 98                                                   | 98                                                   |
| 1895 | 1895                                                 |                                                      | 104                                                  | 104                                                  |
| 1905 | 1905                                                 |                                                      | 84                                                   | 84                                                   |
| 1910 | 1910                                                 |                                                      | 85                                                   | 85                                                   |
| 1925 | 1925                                                 |                                                      | 93                                                   | 93                                                   |
| 1939 | 1939                                                 |                                                      | 74                                                   | 74                                                   |
| 1946 | 1946                                                 |                                                      | 96                                                   | 96                                                   |
| 1950 | 1950                                                 |                                                      | 90                                                   | 90                                                   |
| 1956 | 1956                                                 |                                                      | 74                                                   | 74                                                   |
| 1961 | 1961                                                 |                                                      | 82                                                   | 82                                                   |
| 1967 | 1967                                                 |                                                      | 76                                                   | 76                                                   |
| 1970 | 1970                                                 |                                                      | 76                                                   | 76                                                   |
| Datenquelle: Historisches Gemeindeverzeichnis für Hessen: Die Bevölkerung der Gemeinden 1834 bis 1967. Wiesbaden: Hessisches Statistisches Landesamt, 1968. Weitere Quellen: |                                                      |                                                      |                                                      |                                                      |

## Verkehr
Dem innerörtlichen Verkehr dient eine einzige öffentliche Straße, der Hardtweg, der am oberen und am unteren Ende über den Mergbach nach Groß-Gumpen führt und in die als Nibelungenstraße bekannte Bundesstraße 47/Bundesstraße 38 einmündet.